# La Chapelle-Saint-Laurent
 La Chapelle-Saint-Laurent  es una población y comuna francesa, situada en la región de Poitou-Charentes, departamento de Deux-Sèvres, en el distrito de Parthenay y cantón de Moncoutant.

## Demografía
| 1629 | 1561 | 1605 | 1682 | 1749 | 1697 |
| Para los censos de 1962 a 1999 la población legal corresponde a la población sin duplicidades (Fuente: INSEE [Consultar]) |      |      |      |      |      |